# Erythrodiplax fervida
Erythrodiplax fervida ist eine Libellenart aus der Unterfamilie Sympetrinae. Sie kommt in Kuba, der Dominikanischen Republik, Haiti, Jamaika und Puerto Rico vor. Außerdem tritt sie von Mexiko bis Ecuador sowie in Französisch-Guayana auf.

## Merkmale

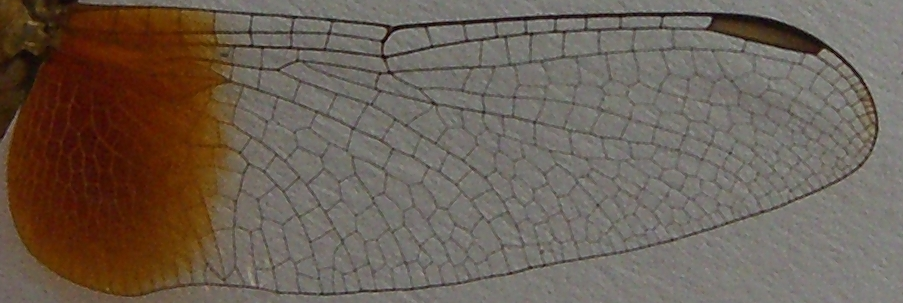
Hinterflügel eines Männchens

Das Tier erreicht eine Länge von 32 bis 36 Millimetern, wovon 19 bis 24 Millimeter auf das Abdomen entfallen.
Erythrodiplax fervida ist anfangs braun gefärbt, färbt sich aber mit zunehmendem Alter dunkelbraun; an einigen Stellen, wie der Oberseite der Frons, schwarz. Auch die großen gelben Flecken auf der Seite der Abdomensegmente zwei bis sieben färben sich mit dem Reifungsprozess um und werden rot. Die Hinterflügel sind zwischen 22 und 28 mm lang und weisen wie auch die Vorderflügel an der Basis einen runden braunen Fleck auf, der bei Jungtieren noch gelb ist.

## Habitat
Das Habitat besteht aus Teichen mit emerser Vegetation die gelegentlich auch in Wäldern liegen können, meist aber im Weideland liegen. Auch dort gelegene Bäche wählt das Tier als Habitat.